# بخش بریگ
بخش بریگ یکی از بخشهای ایالت وله  در کشور سوئیس است.